# Ганн, Тим
Тимоти Маккензи Ганн (англ. Timothy MacKenzie Gunn; род. 29 июля 1953, Вашингтон) — американский телеведущий и консультант в области моды, наиболее известный по шоу «Проект Подиум».

## Биография

### Ранние годы
Родился и вырос в Вашингтоне в семье агента ФБР Джорджа Уильяма Ганна и Нэнси, библиотекаря. Окончил колледж искусств и дизайна Corcoran College of Art and Design (англ.) по специальности «скульптура». В 2009 году колледж присвоил ему степень почётного доктора.

### Карьера
С 1982 года работал в школе дизайна «Парсонс» (англ.). С 1989 по 2000 год занимал пост декана, после чего возглавил это заведение. В 2007 году перешёл на должность креативного директора в компанию Liz Claiborne, Inc.
С 2004 по 2018 годы являлся соведущим Хайди Клум и наставником участников в популярном реалити-шоу «Проект Подиум». В 2007 вёл собственную программу «Гид по стилю с Тимом Ганном» (англ. Tim Gunn’s Guide to Style).
Ганн появлялся в эпизодах сериалов «Дурнушка», «Сплетница», «Как я встретил вашу маму», фильмах «Секс в большом городе 2», «Смурфики» и других.

### Личная жизнь
Ганн — гомосексуал. Он влюблён в изменившего ему партнёра, с которым состоял в отношениях в начале 1980-х годов и с тех пор Ганн не живёт половой жизнью ,потому что боится заразиться ВИЧ.
Живёт на Манхэттене.
Выступает против использования меха в производстве одежды.